# Аккемер (Мугалжарський район)
Аккеме́р (каз. Ақкемер) — село у складі Мугалжарського району Актюбінської області Казахстану. Адміністративний центр Аккемерського сільського округу.
Населення — 1767 осіб (2021; 1679 у 2009, 1678 у 1999, 1391 у 1989).